# Lyalyapasha
Lyalyapasha är en ort i Azerbajdzjan.   Den ligger i distriktet Qax Rayonu, i den nordvästra delen av landet, 290 km väster om huvudstaden Baku. Lyalyapasha ligger 227 meter över havet och antalet invånare är 464.
Terrängen runt Lyalyapasha är platt åt sydväst, men åt nordost är den kuperad. Närmaste större samhälle är Qax, 16,7 km öster om Lyalyapasha.
Trakten runt Lyalyapasha består till största delen av jordbruksmark. Runt Lyalyapasha är det ganska glesbefolkat, med 35 invånare per kvadratkilometer.